# Mickey Jeux
Mickey jeux est un bimestriel français paru entre 1982 et 2010 consacré à des jeux papier-crayon, comme mots fléchés, des jeux des sept erreurs, des énigmes et casse-tête.

## Historique
Mickey jeux est lancé en juin 1982. Le premier numéro est présenté sous la forme d'un hors-série du journal de Mickey.
Le dernier numéro, le 151, parait en novembre 2010.

## Impact du magazine
L'éditeur Disney considère que son magazine a un but de distraction. Dans un objectif plus pédagogique, d'autres magazines sont lancés comme Winnie lecture en 2001.
Ce magazine, comme l'ensemble des magazines Disney, sont considérés comme un achat impulsif et en aucun cas comme des biens culturels par les bibliothèques françaises, où il est absent.
Deux psychologues français, Sonia Lorant-Royer et Alain Lieury, décident d'étudier l'intérêt des programmes de « gym-cerveau ». Dans leurs expériences, ils comparent ces programmes à des jeux papier-crayon classique de magazines tel Mickey Jeux.
Les jeux offerts dans les magazines pour enfants de ce type contribuent à augmenter légèrement les capacités cognitives de l'enfant. Par exemple, le jeu des sept erreurs améliore l'attention perceptive, les rébus suivent un code similaire aux tests de David Wechsler, les labyrinthes sont inspirés des études des behavioristes, pour qui ceux-ci sont à la base de l'apprentissage et les énigmes permettent d'améliorer le raisonnement. Ces améliorations ne sont cependant pas significatives.
L'impact de ces jeux papier-crayon est au moins similaire aux jeux électroniques plus récents comme le Programme d'entraînement cérébral du Dr Kawashima,.
Une motivation des enfants pourrait exister de par le type d'exercices différents que ceux proposés dans le cadre scolaire.